# Ardovo
Ardovo és un poble i municipi d'Eslovàquia que es troba a la regió de Košice, a l'est del país. El 2022 tenia 154 habitants.

## Història
La primera referència escrita de la vila data del 1293.

## Demografia
| Godina             | 1994 | 2004   | 2014   | 2024    |
| ------------------ | ---- | ------ | ------ | ------- |
| Nombre de persones | 174  | 180    | 169    | 144     |
| Diferència         |      | +3,44% | −6,11% | −14,79% |

| Godina             | 2023 | 2024   |
| ------------------ | ---- | ------ |
| Nombre de persones | 147  | 144    |
| Diferència         |      | −2,04% |